# Аргентинський реал
Аргенти́нський реа́л (ісп. Real argentino) — офіційна валюта Аргентини у 1813—1881 роках.
Аргентинський реал став першою валютою Аргентинської республіки після проголошення нею незалежності 1810 року. Іспанські колоніальні реали використовувалися в Аргентині до 1813 року, коли Генеральна конституційна асамблея постановила карбувати власні монети.
1881 року реал було замінено аргентинським песо (ісп. Peso Moneda Nacional, ISO 4217: ARM) у співвідношенні 8 реалів за песо.

## Монети
Згідно з постановою Генеральної конституційної асамблеї нові аргентинські золоті та срібні монети мали ту ж саму вагу, що й аналогічні монети іспанських реалів, які були в обігу за часів правління іспанських королів Карла IV і Фердинанда VII. Виробництвом нових грошей займався монетний двір у Потосі (нині Болівія), який на той час був окупований аргентинськими військами. Монети карбувалися іменем Об'єднаних провінцій Ріо-де-ла-Плати.
Срібні монети мали номінали ½, 1, 2, 4 і 8 реалів. У 1815—1832 роках карбувалися також монети номіналом ½, 1, 2, 4 і 8 солів (ісп. sol), рівні реалам за вартістю. Золоті монети (87,5 %) карбувалися номіналом 1, 2 і 8 ескудо (ісп. escudo). 1 ескудо вартував 16 реалів.

### Монетний двір у Потосі

#### Монети 1813 року
1813 року у Потосі було викарбувано першу партію золотих (номіналом 8, 2, 1 ескудо) і срібних (номіналом 8, 4, 2, 1 і ½ реала) монет. Вони мали на аверсі монограму PTS, що позначає монетний двір у Потосі, та ініціал J, який належав людині, яка перевіряла якість дорогоцінних металів, з яких робили монети, — Хосе Антоніо де Сьєрра (ісп. José Antonio de Sierra), девіз країни «En Unión y Libertad», рік виготовлення. Номінал срібних монет вказувався у вигляді цифри і літери R (від real), а золотих ескудо — у вигляді цифри і літери S (від лат. Scutum).
Срібні монети мали на аверсі печатку Генеральної конституційної асамблеї, яка згодом була затверджена як герб Аргентини, а на реверсі — травневе сонце з обличчям та 32 променями, частина з яких була прямими, частина — хвилястими.
Золоті монети виглядали схоже на срібні, відмінність була лише у тому, що під гербом було зображено військові трофеї: по два прапори з кожного боку, дві перехрещені гармати і барабан.
| Номінал  | Вага (г) | Діаметр (мм) | Матеріал | Аверс                                       | Реверс         |
| -------- | -------- | ------------ | -------- | ------------------------------------------- | -------------- |
| ½ реала  | 1,6      | 15,8         | срібло   | Герб Аргентини без сонця                    | Травневе сонце |
| 1 реал   | 3,3      | 20           | срібло   | Герб Аргентини без сонця                    | Травневе сонце |
| 2 реали  | 6,7      | 25,5         | срібло   | Герб Аргентини без сонця                    | Травневе сонце |
| 4 реали  | 13,5     | 32,5         | срібло   | Герб Аргентини без сонця                    | Травневе сонце |
| 8 реалів | 27       | 40           | срібло   | Герб Аргентини без сонця                    | Травневе сонце |
| 1 ескудо | 3,4      | 17,55        | золото   | Печатка Генеральної конституційної асамблеї | Травневе сонце |
| 2 ескудо | 6,6      | 21,4         | золото   | Печатка Генеральної конституційної асамблеї | Травневе сонце |
| 8 ескудо | 27       | 35,3         | золото   | Печатка Генеральної конституційної асамблеї | Травневе сонце |

#### Монети 1815 року

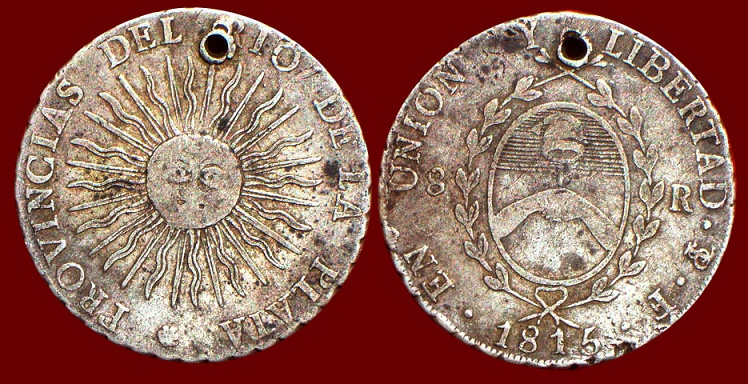
Срібна монета 8 реалів 1815 року.

1815 року було випущено срібні солі та реали, причому тираж був більшим за попередній. Спочатку було викарбувано реали (номіналом 8, 4, 2, 1 і ½), потім — солі (номіналом 8, 4, 1 і ½).
На реалах цього тиражу позначено ініціал F, який належав людині, яка перевіряла якість срібла, з якого робили монети — Франсіско Хосе де Матосу (ісп. Francisco José de Matos), а на солях — ініціал L від Леандро Осіо (ісп. Leandro Ozio).
| Номінал  | Вага (г) | Діаметр (мм) | Матеріал | Аверс                    | Реверс         |
| -------- | -------- | ------------ | -------- | ------------------------ | -------------- |
| ½ реала  | 1,6      | 15,8         | срібло   | Герб Аргентини без сонця | Травневе сонце |
| 1 реал   | 3,3      | 20           | срібло   | Герб Аргентини без сонця | Травневе сонце |
| 2 реали  | 6,7      | 25,5         | срібло   | Герб Аргентини без сонця | Травневе сонце |
| 4 реали  | 13,5     | 32,5         | срібло   | Герб Аргентини без сонця | Травневе сонце |
| 8 реалів | 27       | 40           | срібло   | Герб Аргентини без сонця | Травневе сонце |
| ½ соля   | 1,6      | 15,8         | срібло   | Герб Аргентини без сонця | Травневе сонце |
| 1 соль   | 3,3      | 20           | срібло   | Герб Аргентини без сонця | Травневе сонце |
| 4 соля   | 13,5     | 32,5         | срібло   | Герб Аргентини без сонця | Травневе сонце |
| 8 солів  | 27       | 40           | срібло   | Герб Аргентини без сонця | Травневе сонце |

Наприкінці 1815 року Потосі було відбито в аргентинців, тому карбування аргентинських монет там стало неможливим.

### Монетний двір у місті Ла-Ріоха

#### Монети 1824—1835 років
1824 року було створено монетний двір у місті Ла-Ріоха, де почали карбувати монети, аналогічні за зовнішнім виглядом до тих, що вироблялися у Потосі. Позначка цього монетного двору на аверсі виглядала як літери RA. З 1826 року монети мають ініціал P, що належав людині, яка перевіряла якість дорогоцінних металів, з яких робили монети — Мануелю Піньєйро-і-Пардо (ісп. Manuel Piñeyro y Pardo).
| Номінал  | Вага (г) | Діаметр (мм) | Матеріал | Аверс                                       | Реверс         |
| -------- | -------- | ------------ | -------- | ------------------------------------------- | -------------- |
| 2 ескудо | 6,75     | 23           | золото   | Печатка Генеральної конституційної асамблеї | Травневе сонце |
| 8 ескудо | 27       | 37           | золото   | Печатка Генеральної конституційної асамблеї | Травневе сонце |
| 8 реалів | 27       | 40           | срібло   | Герб Аргентини без сонця                    | Травневе сонце |

#### Монети 1836 року

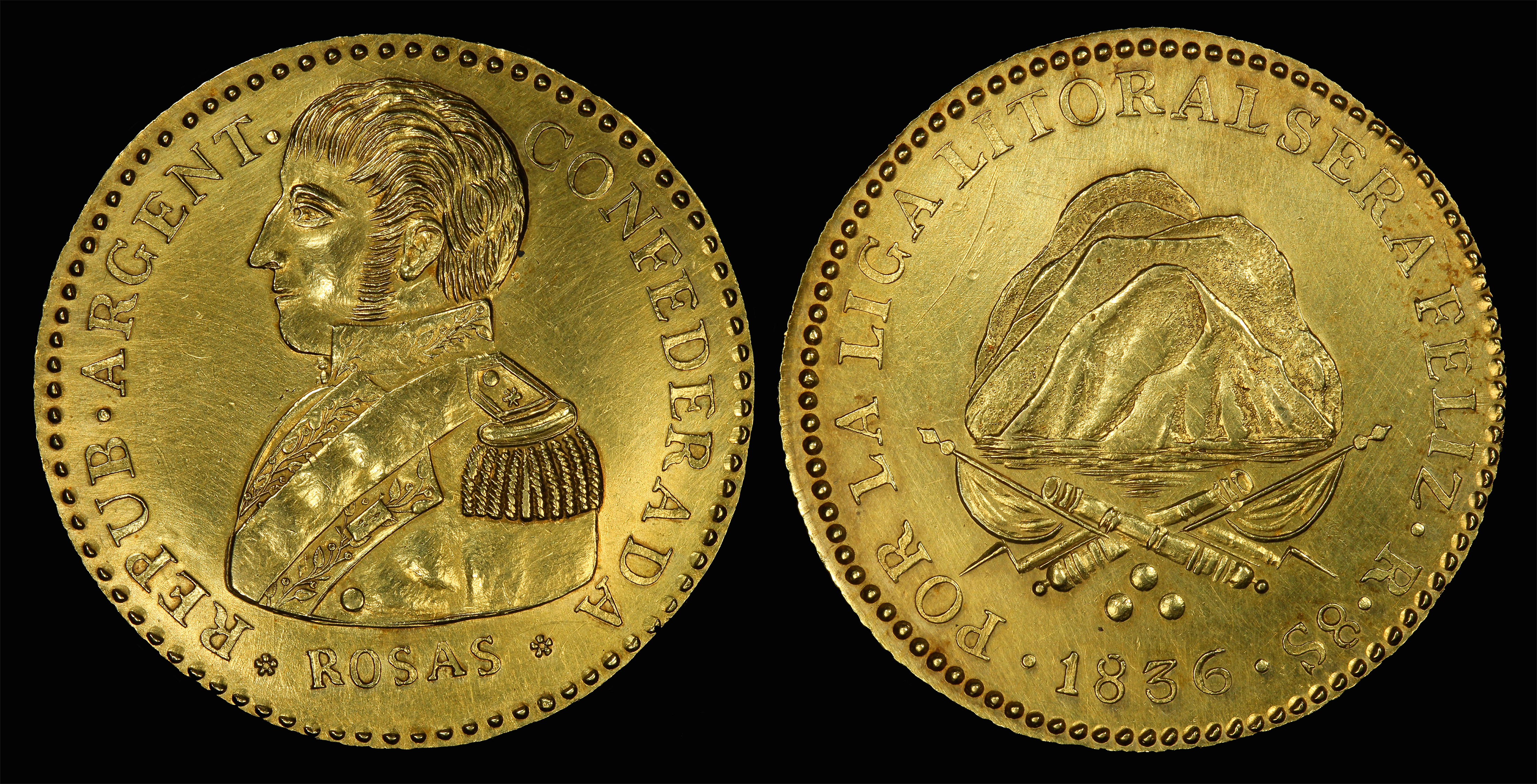
Золота монета 8 ескудо 1836 року з портретом Росаса

Після вбивства Факундо Кіроги 1835 року військовик Томас Брісуела запропонував карбувати монети з портретом Х. М. Росаса. Його ініціатива була підтримана губернатором провінції та депутатами. Нові монети мали на аверсі портрет Росас з підписом «ROSAS», навколо містився напис «REPUBLICA ARGENTINA CONFEDERADA». Ці монети стали першими, які карбувалися іменем Аргентинської конфедерації. На реверсі було вміщено велику печатку провінції Ла-Ріоха, яка зображувала гору Сьєрра-Фаматіна з військовими трофеями біля підніжжя, та напис «POR LA LIGA LITORAL SERA FELIZ».
| Номінал  | Вага (г) | Діаметр (мм) | Матеріал | Аверс                 | Реверс          |
| -------- | -------- | ------------ | -------- | --------------------- | --------------- |
| 8 ескудо | 27       | 38           | золото   | Хуан Мануель де Росас | Сьєрра-Фаматіна |

#### Монети 1838—1840 років

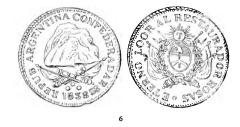
Золота монета 8 ескудо 1838 року

Губернатор Буенос-Айреса Хуан Мануель де Росас, дізнавшись, що у Ла-Ріосі карбують монети з його зображенням, попросив губернатора Ла-Ріохи прибрати його портрет з грошей. Тому монети, викарбувані у 1838—1840 роках, мають на аверсі вже герб Аргентини. Водночас на них присутній напис «ETERNO LOOR AL RESTAURADOR ROSAS» (ісп. вічна похвала відновлювачу Росасу). До зображення, яке використовувалося на реверсі раніше, було додано дві гвинтівки, сонце, а також прибрано барабан, гармати переміщено угору, над прапорами і гвинтівками.
| Номінал  | Вага (г) | Діаметр (мм) | Матеріал | Аверс                            | Реверс          |
| -------- | -------- | ------------ | -------- | -------------------------------- | --------------- |
| 8 ескудо | 27       | 35           | золото   | Герб Аргентини з прапорами       | Сьєрра-Фаматіна |
| 8 реалів | 27       | 40           | срібло   | Герб Аргентини з лавровим вінком | Сьєрра-Фаматіна |

#### Монети 1840 року
1840 року Північна Коаліція у складі провінцій Ла-Ріоха, Сальта, Тукуман, Катамарка і Жужуй розпочала війну проти Росаса, тому з монет зникла похвала Росасу, яка була замінена на класичний девіз «EN UNION Y LIBERTAD». Ці монети стали також першими, які карбувалися іменем Аргентинської республіки і мали відповідний напис «REPUBLICA ARGENTINA».
| Номінал  | Вага (г) | Діаметр (мм) | Матеріал | Аверс                            | Реверс          |
| -------- | -------- | ------------ | -------- | -------------------------------- | --------------- |
| 8 ескудо | 27       | 35           | золото   | Герб Аргентини з прапорами       | Сьєрра-Фаматіна |
| 8 реалів | 27       | 40           | срібло   | Герб Аргентини з лавровим вінком | Сьєрра-Фаматіна |

#### Монети 1842 року
1842 року Північна коаліція втратила Ла-Ріоху, тому там знову почали карбувати монети з погруддям Росаса та підписом «RESTAURADOR DE LAS LEYES» (ісп. відновлювач законів). На реверсі було зображено герб Аргентини з підписом «REPUBLICA ARGENTINA CONFEDERADA».
| Номінал  | Вага (г) | Діаметр (мм) | Матеріал | Аверс                      | Реверс                |
| -------- | -------- | ------------ | -------- | -------------------------- | --------------------- |
| 2 ескудо | 6,75     | 23           | золото   | Герб Аргентини з прапорами | Хуан Мануель де Росас |
| 8 ескудо | 27       | 34           | золото   | Герб Аргентини з прапорами | Хуан Мануель де Росас |
| 2 реали  | 6,7      | 27           | срібло   | Герб Аргентини             | Хуан Мануель де Росас |

#### Монети 1843—1850 років

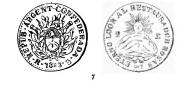
Золота монета у 2 ескудо (1843)

З 1843 року монети мали ініціал B, що належав людині, яка перевіряла якість дорогоцінних металів, з яких робили монети — Хосе Барросу Кінтеро (ісп. José Barros Quintero). Усі монети мають напис ETERNO LOOR AL RESTAURADOR ROSAS.
З 1846 року починається випуск монети номіналом 4 реали (півпесо). З цього року монети мають ініціал V від Северо Антоніо Вальєхо (ісп. Severo Antonio Vallejo). Емісія монет цього номіналу також повторюється 1849 і 1850 року, на цей раз з ініціалом B від Хосе Барроса Кінтеро.
| Номінал  | Вага (г) | Діаметр (мм) | Матеріал | Аверс                                   | Реверс                                               |
| -------- | -------- | ------------ | -------- | --------------------------------------- | ---------------------------------------------------- |
| 2 ескудо | 6,75     | 23           | золото   | Сьєрра-Фаматіна, над якою сходить сонце | Герб Аргентини з прапорами                           |
| 8 ескудо | 27       | 34           | золото   | Герб на щиті з короною                  | Герб Аргентини з прапорами                           |
| 2 реали  | 6,7      | 27           | срібло   | Герб Аргентини                          | Сьєрра-Фаматіна з гарматами, прапорами і гвинтівками |
| 4 реали  |          |              | срібло   | Герб Аргентини                          | Сьєрра-Фаматіна з гарматами, прапорами і гвинтівками |

#### Монети 1852 року
З 1852 року дизайн монет було дещо змінено. На реверсі тепер було зображено гору Сьєрра-Фаматіна зі стрічкою з написом «Famatina» та підпис «PROVINCIA DE LA RIOJA» по колу.
| Номінал | Вага (г) | Діаметр (мм) | Матеріал | Аверс          | Реверс          |
| ------- | -------- | ------------ | -------- | -------------- | --------------- |
| 4 реали | 13,4     | 32,5         | срібло   | Герб Аргентини | Сьєрра-Фаматіна |

#### Монети 1854—1860 років
Монети випусків 1854—1860 років номіналом 2 і ½ реала стали останніми, які карбували у Ла-Ріосі.
| Номінал | Вага (г) | Діаметр (мм) | Матеріал | Аверс          | Реверс          |
| ------- | -------- | ------------ | -------- | -------------- | --------------- |
| ½ реала | 1,5      | 16,5         | срібло   | Герб Аргентини | номінал цифрами |
| 2 реали |          |              | срібло   | Герб Аргентини | номінал цифрами |

1860 року монетний двір у м. Ла-Ріоха було закрито.

### Монети, виготовлені у Європі
1854 року мідні монети для Аргентинської конфедерації виготовляли на замовлення у Європі, оскільки не було можливості карбувати їх в Аргентині. Загалом було ввезено 100 000 песо у монетах номіналом 1, 2 і 4 сентаво. 100 сентаво складали 1 реал.
Монети мали на аверсі зображення сонця з написом по колу «CONFEDERACION ARGENTINA». На реверсі було зазначено номінал, по колу був напис «TESORO NACIONAL-BANCO» (ісп. Національна казна - Банк).
Ці монети було введено в обіг 18 січня 1855 року і вони ходили по всій території Аргентинської конфедерації
| Номінал   | Вага (г) | Діаметр (мм) | Матеріал | Аверс | Реверс          |
| --------- | -------- | ------------ | -------- | ----- | --------------- |
| 1 сентаво | 5        | 25           | мідь     | сонце | номінал словами |
| 2 сентаво | 10       | 30           | мідь     | сонце | номінал словами |
| 4 сентаво | 20       | 35           | мідь     | сонце | номінал словами |

### Монетний двір у Буенос-Айресі

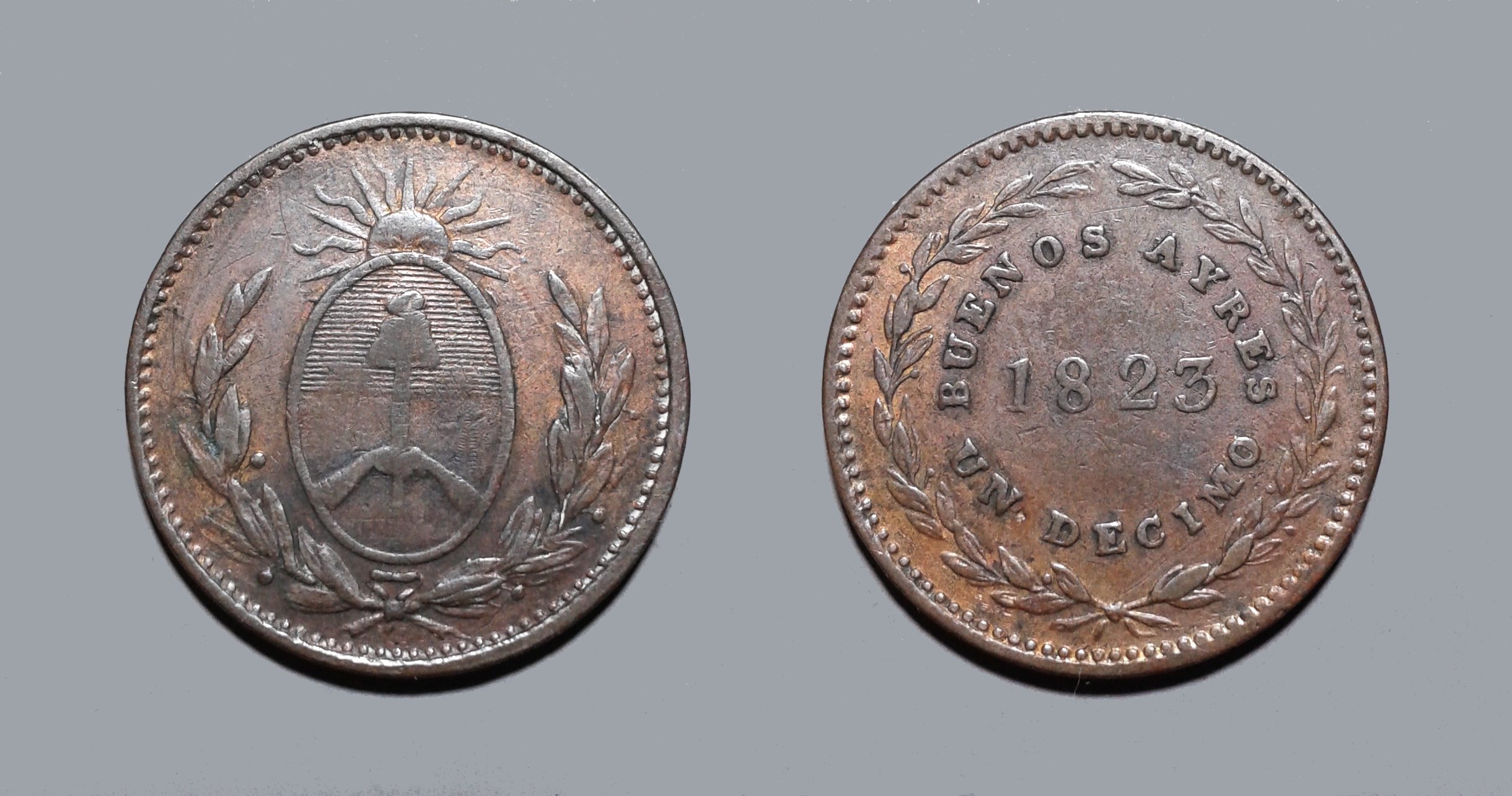
Монета в 1 десімо, викарбувана у Буенос-Айресі 1823 року

З 1822 року уряд Буенос-Айреса почав карбувати мідні монети. Вони виготовлялися на фабриці промисловця з англійського міста Бірмінгемі Роберта Бултона та мали номінал 1 десімо (ісп. décimo), тобто 1/10 реала. Згодом також карбувалися монети номіналом 1, 5, 10 і 20 десімо, а також ¼, ½ (з написом 5⁄10), 1 і 2 реали. Зовнішній вигляд цих монет відрізнявся від тих, що виготовлялися у Ла-Ріосі, — на них не було зображення сонця, замість нього на реверсі був напис «Buenos Aires», рік карбування по центру і номінал літерами. На аверсі було зображено герб провінції Буенос-Айрес, за основу якого було взято печатку Генеральної конституційної асамблеї.
1840 року через сильну нестачу монет в обігу уряд дав замовлення монетному двору у Буенос-Айресі випустити 400 000 песо мідними монетами номіналом 2, 1 і ½ реала. Усі вони мали напис «¡VIVA LA FEDERACION!».
1860 року монетний двір у Буенос-Айресі було знову відкрито задля того, щоб викарбувати монети номіналом 2 реали. 1867 року цей монетний двір було остаточно закрито.
| Номінал  | Вага (г) | Діаметр (мм) | Матеріал | Аверс           | Реверс             |
| -------- | -------- | ------------ | -------- | --------------- | ------------------ |
| 1 десімо | 6        | 23,5         | мідь     | номінал словами | герб Буенос-Айреса |
| 5 десімо | 6,4      | 23,5         | мідь     | номінал словами | лавровий вінок     |
| ¼ реала  | 3        | 20           | мідь     | номінал словами | лавровий вінок     |
| 1 реал   |          |              | мідь     | номінал цифрами | номінал словами    |
| 2 реала  | 7-8      | 32           | мідь     | номінал цифрами | номінал словами    |

### Монетні двори інших провінцій
Інші провінції, зокрема Кордова, Ентре-Ріос, Ла-Ріоха, Мендоса, Сальта, Сантьяго-дель-Естеро і Тукуман, також випускали власні срібні монети під назвою реал.
Монетний двір у Кордові було засновано 1815 року, але він працював непостійно. На монетах, виготовлених там, ніколи не зазначалося слово «Аргентина». На аверсі традиційно зображувалася фортеця, на основі якої згодом було створено герб провінції. На реверсі зображали сонце з обличчям.
| Номінал  | Вага (г) | Діаметр (мм) | Матеріал | Аверс                              | Реверс |
| -------- | -------- | ------------ | -------- | ---------------------------------- | ------ |
| ¼ реала  | 8,5      | 10,5         | срібло   | фортеця                            | сонце  |
| ½ реала  | 8,5      | 10,5         | срібло   | номінал цифрами                    | сонце  |
| 1 реал   | 3,5      | 20           | срібло   | номінал цифрами або герб Аргентини | сонце  |
| 2 реала  | 6,5      | 27           | срібло   | герб провінції Кордова             | сонце  |
| 4 реали  | 13,5     | 32           | срібло   | герб провінції Кордова             | сонце  |
| 8 реалів | 27       | 37           | срібло   | герб провінції Кордова             | сонце  |

У Тукумані почали карбувати срібні монети 1820 року. Виготовлялися лише монети номіналом 2 реали. Загалом вони були низької якості. На аверсі було зображено хрест з левами і замками, а на реверсі — номінал і цифри 752.
Між 1861 і 1881 роками в Аргентині не карбувалося монет на загальнонаціональному рівні. Розмінних грошей в обігу не вистачало, тому часто також використовувалися срібні монети з сусідніх країн, перш за все болівійський соль. Також монети карбувалися приватними підприємцями.

## Банкноти
1820 року уряд провінції Буенос-Айрес ввів в обіг банкноти номіналами 5, 10, 20, 40, 50 і 100 песо, а 1823 року — 1, 3 і 5 песо. Банк Буенос-Айресу почав випускати банкноти 1822 року у номіналах 20, 50, 100, 200, 500 і 1000 песо, а 1823 року — 1 і 2 песо.